# ICC U19 Women’s T20 World Cup 2023
Der ICC U19 Women’s T20 World Cup 2023 war die erste Austragung der vom International Cricket Council organisierten Junioren Cricket-Weltmeisterschaft für Frauen und wurde vom 14. Januar bis 29. Januar in Südafrika ausgetragen. Die U19-Weltmeisterschaft der Frauen wurde im WTwenty20-Format ausgetragen. Im Finale konnte sich Indien gegen England mit 7 Wickets durchsetzen.

## Teilnehmer
Elf der zwölf Full Member des ICC erhielten eine automatische Qualifikation. Afghanistan hat derzeit keine Frauen-Mannschaften und wurde so nicht eingeladen. Hinzu kamen fünf weitere Qualifikanten, die sich über regionale Qualifikationsturniere qualifizieren konnten. Die Vereinigten Staaten qualifizierten sich dabei direkt, da es keine weitere gemeldete Mannschaft aus dem ICC Americas gab.
| - Australien - Bangladesch - England - Indien | - Indonesien - Irland - Neuseeland - Pakistan | - Ruanda - Schottland - Simbabwe - Sri Lanka | - Südafrika - Ver. Arab. Emirate - Vereinigte Staaten - West Indies |

## Format
In vier Vorrundengruppen mit jeweils vier Mannschaften spielt jeder gegen jeden, wobei ein Sieg zwei Punkte, ein Unentschieden oder ein No Result einen Punkt einbringt. Es qualifizieren sich die jeweils besten drei Mannschaften für die Super-6-Runde und die Gruppenletzten für ein separates Playoff. Die jeweils besten zwei Mannschaften der beiden Super-6-Runde qualifizieren sich für das Halbfinale, die dann die Finalteilnehmer ermitteln. Insgesamt finden 41 Spiele statt.

## Kaderlisten
Die Team benannten die folgenden Kader.
| WTwenty20 | WTwenty20 | WTwenty20 | WTwenty20 |
| Australien | Bangladesch | England | Indien |
| --- | --- | --- | --- |
| - Rhys McKenna (K) - Chloe Ainsworth - Jade Allen - Charis Bekker - Paris Bowdler - Maggie Clark - Sianna Ginger - Paris Hall - Lucy Hamilton - Ella Hayward - Milly Illingworth - Eleanor Larosa - Claire Moore - Kate Pelle - Ananaya Sharma - Amy Smith - Ella Wilson                                               | - Disha Biswas (K) - Afia Humaira Anam Prottasha - Asrafi Yeasmin Arthy - Dilara Akter - Jannatul Maoua - Leky Chakma - Marufa Akter - Misty Rany Saha - Misty Dipa Khatun - Misty Eva - Misty Unnoti Akter - Rabeya Khan - Reya Akter Shika - Shorna Akter - Sumaiya Akter         | - Grace Scrivens (K) - Ellie Anderson - Hannah Baker - Josie Groves - Liberty Heap - Niamh Holland - Ryana MacDonald-Gay - Emma Marlow - Charis Pavely - Davina Perrin - Lizzie Scott - Seren Smale (wk) - Sophia Smale - Alexa Stonehouse - Maddie Ward (wk)                                        | - Shafali Verma (K) - Hrishita Basu (wk) - Parshavi Chopra - Archana Devi - Hurley Gala - Richa Ghosh (wk) - Mannat Kashyap - Sonia Mehdiya - Falak Naz - Titas Sadhu - Shweta Sehrawat - Shabnam Shakil - Soumya Tiwari - Gongadi Trisha - Sonam Yadav                                       |
| Indonesien | Irland | Neuseeland | Pakistan |
| - Wesikaratna Dewi (K) - Desi Wulandari - Dewa Ayu Sasrikayoni - Gusti Ayu Ratna Ulansari - I Gusti Pratiwi - Kadek Ayu Kurniartini - Lie Qiao - Ni Kadek Ariani - Ni Kadek Dwi Indriyani - Ni Kadek Murtiari - Ni Made Suarniasih - Ni Putu Cantika - Sang Ayu Puspita Dewi - Thersiana Penu Weo - Yessny Djahilepang | - Amy Hunter (K) - Zara Craig - Georgina Dempsey - Rebecca Gough - Abbi Harrison - Jennifer Jackson - Joanna Loughran - Niamh MacNulty - Aimee Maguire - Kia McCartney - Ellie McGee - Julie McNally - Freya Sargent - Annabel Squires - Siúin Woods                                | - Izzy Sharp (K) - Olivia Anderson - Anna Browning - Kate Chandler - Natasha Codyre - Izzy Gaze (wk) - Antonia Hamilton - Abigail Hotton - Breearne Illing - Emma Irwin - Kate Irwin - Fran Jonas - Kayley Knight - Louisa Kotkamp - Paige Loggenberg - Emma McLeod - Georgia Plimmer - Tash Wakelin | - Syeda Aroob Shah (K) - Aliza Khan - Anosha Nasir - Areesha Noor - Eyman Fatima - Haleema Azeem Dar - Haniah Ahmer - Laiba Nasir - Mahnoor Aftab - Quratulain Ahsen - Rida Aslam - Shawaal Zulfiqar - Warda Yousaf - Zaib-un-Nisa - Zamina Tahir (wk)                                        |
| Ruanda | Schottland | Simbabwe | Sri Lanka |
| - Gisele Ishimwe (K) - Divine Gihozo Ishimwe - Henriette Ishimwe - Zurafat Ishimwe - Henriette Isimbi - Cesarie Muragajimana - Belyse Murekatete - Sharila Niyomuhoza - Marie Jose Tumukunde - Sylvia Usabyimana - Giovannis Uwase - Merveille Uwase (wk) - Cynthia Uwera - Rosine Uwera                               | - Katherine Fraser (K) - Molly Barbour-Smith - Olivia Bell - Darcey Carter - Maryam Faisal - Ailsa Lister (wk) - Maisie Maceira - Kirsty McColl - Orla Montgomery - Niamh Muir - Molly Paton - Niamh Robertson-Jack - Nayma Sheikh - Anne Sturgess - Emily Tucker - Emma Walsingham | - Kelis Ndlovu (K) - Olinda Chare - Kudzai Chigora - Betty Mangachena - Tawananyasha Marumani - Michelle Mavunga - Danielle Meikle - Chipo Moyo - Natasha Mutomba - Vimbai Mutungwindu - Rukudzo Mwakayeni - Faith Ndhlalambi - Kelly Ndiraya - Adel Zimunhu                                         | - Vishmi Gunaratne (K) - Dulanga Dissanayake - Manudi Nanayakkara - Rashmi Nethranjalee - Sumudu Nisansala - Harini Perera - Vidushika Perera - Umaya Rathnayake - Dahami Sanethma - Rishmi Sanjana - Nethmi Senarathne - Rashmika Sewwandi - Vihara Sewwandi - Pamoda Shaini - Dewmi Vihanga |
| Südafrika | Ver. Arab. Emirate | Vereinigte Staaten | West Indies |
| - Oluhle Siyo (K) - Jemma Botha - Jenna Evans - Ayanda Hlubl - Elandri Janse van Rensburg - Madison Landsman - Monalisa Legodi - Simone Lourens - Karabo Meso - Refilwe Moncho - Seshnie Naidu - Nthablseng Nini - Kayla Reyneke - Mlane Smit - Anica Swart                                                            | - Theertha Satish (K) - Samaira Dharnidharka - Mahika Gaur - Siya Gokhale - Geethika Jyothis - Lavanya Keny - Vaishnave Mahesh - Induja Nandakumar - Rinitha Rajith - Rishitha Rajith - Sanjana Ramesh - Sanchin Singh - Avni Sunil Patil - Archana Supriya - Ishitha Zahra         | - Geetika Kodali (K) - Aditi Chudasama - Anika Kolan (wk) - Bhumika Bhadriraju - Disha Dhingra - Isani Vaghela - Jivana Aras - Laasya Mullapudi - Pooja Ganesh (wk) - Pooja Shah - Ritu Singh - Sai Tanmayi Eyyunni - Snigdha Paul - Suhani Thadani - Taranum Chopra                                 | - Ashmini Munisar (K) - Asabi Callendar - Jahzara Claxton - Naijanni Cumberbatch - Earnisha Fontaine - Jannillea Glasgow - Realanna Grimmond - Trishan Holder - Zaida James - Djenaba Joseph - KD Jazz Mitchell - Shalini Samaroo - Shunelle Sawh - Lena Scott - Abini St Jean                |

## Vorrunde

### Gruppe A
Tabelle
| Gruppe A           | Sp. | S | N | NR | P | NRR    |
| ------------------ | --- | - | - | -- | - | ------ |
| Bangladesch        | 3   | 3 | 0 | 0  | 6 | +0.759 |
| Australien         | 3   | 2 | 1 | 0  | 4 | +3.015 |
| Sri Lanka          | 3   | 1 | 2 | 0  | 2 | –1.814 |
| Vereinigte Staaten | 3   | 0 | 3 | 0  | 0 | –1.572 |

Spiele
| 14. Januar Scorecard | Benoni | Australien 130-5 (20)             | – | Bangladesch 132-3 (18) |
|                      |        | Bangladesch gewinnt mit 7 Wickets |   |                        |

Australien gewann den Münzwurf und entschied sich als Schlagmannschaft zu beginnen. Als Spielerin des Spiels wurde Dilara Akter ausgezeichnet.
| 14. Januar Scorecard | Benoni | Vereinigte Staaten 96-9 (20)    | – | Sri Lanka 100-3 (19) |
|                      |        | Sri Lanka gewinnt mit 7 Wickets |   |                      |

Die Vereinigten Staaten gewannen den Münzwurf und entschieden sich als Schlagmannschaft zu beginnen. Als Spielerin des Spiels wurde Vishmi Gunaratne ausgezeichnet.
| 16. Januar Scorecard | Benoni | Bangladesch 165-2 (20)          | – | Sri Lanka 155-4 (20) |
|                      |        | Bangladesch gewinnt mit 10 Runs |   |                      |

Sri Lanka gewann den Münzwurf und entschied sich als Feldmannschaft zu beginnen. Als Spielerin des Spiels wurde Afia Prottasha ausgezeichnet.
| 16. Januar Scorecard | Benoni | Vereinigte Staaten 64 (15.3)     | – | Australien 65-1 (8.4) |
|                      |        | Australien gewinnt mit 9 Wickets |   |                       |

Australien gewann den Münzwurf und entschied sich als Feldmannschaft zu beginnen. Als Spielerin des Spiels wurde Maggie Clark ausgezeichnet.
| 18. Januar Scorecard | Benoni | Australien 159-5 (20)           | – | Sri Lanka 51 (13) |
|                      |        | Australien gewinnt mit 108 Runs |   |                   |

Sri Lanka gewann den Münzwurf und entschied sich als Feldmannschaft zu beginnen. Als Spielerin des Spiels wurde Elly Hayward ausgezeichnet.
| 18. Januar Scorecard | Benoni | Vereinigte Staaten 103-4 (20)     | – | Bangladesch 104-5 (17.3) |
|                      |        | Bangladesch gewinnt mit 5 Wickets |   |                          |

Die Vereinigten Staaten gewannen den Münzwurf und entschieden sich als Schlagmannschaft zu beginnen. Als Spielerin des Spiels wurde Disha Biswas ausgezeichnet.

### Gruppe B
Tabelle
| Gruppe B | Sp. | S | N | NR | P | NRR    |
| -------- | --- | - | - | -- | - | ------ |
| England  | 3   | 3 | 0 | 0  | 6 | +6.117 |
| Pakistan | 3   | 2 | 1 | 0  | 4 | +0.407 |
| Ruanda   | 3   | 1 | 2 | 0  | 2 | –1.915 |
| Simbabwe | 3   | 0 | 3 | 0  | 0 | –4.890 |

Spiele
| 15. Januar Scorecard | Potchefstroom (SP) | Ruanda 106-7 (20)              | – | Pakistan 108-2 (17.5) |
|                      |                    | Pakistan gewinnt mit 8 Wickets |   |                       |

Ruanda gewann den Münzwurf und entschied sich als Schlagmannschaft zu beginnen. Als Spielerin des Spiels wurde Eyman Fatima ausgezeichnet.
| 15. Januar Scorecard | Potchefstroom (SP) | England 199-4 (20)           | – | Simbabwe 25 (12) |
|                      |                    | England gewinnt mit 174 Runs |   |                  |

England gewann den Münzwurf und entschied sich als Schlagmannschaft zu beginnen. Als Spielerin des Spiels wurde Grace Scrivens ausgezeichnet.
| 17. Januar Scorecard | Potchefstroom (APO) | Ruanda 119-8 (20)          | – | Simbabwe 80 (18.4) |
|                      |                     | Ruanda gewinnt mit 39 Runs |   |                    |

Simbabwe gewann den Münzwurf und entschied sich als Feldmannschaft zu beginnen. Als Spielerin des Spiels wurde Gisele Ishimwe ausgezeichnet.
| 17. Januar Scorecard | Potchefstroom (SP) | England 156-7 (20)          | – | Pakistan 103-5 (20) |
|                      |                    | England gewinnt mit 53 Runs |   |                     |

England gewann den Münzwurf und entschied sich als Schlagmannschaft zu beginnen. Als Spielerin des Spiels wurde Seren Smale ausgezeichnet.
| 19. Januar Scorecard | Potchefstroom (APO) | England 183-5 (20)           | – | Ruanda 45 (17) |
|                      |                     | England gewinnt mit 138 Runs |   |                |

England gewann den Münzwurf und entschied sich als Schlagmannschaft zu beginnen. Als Spielerin des Spiels wurde Liberty Heap ausgezeichnet.
| 19. Januar Scorecard | Potchefstroom (APO) | Simbabwe 97-6 (20)              | – | Pakistan 100-0 (10.5) |
|                      |                     | Pakistan gewinnt mit 10 Wickets |   |                       |

Simbabwe gewann den Münzwurf und entschied sich als Schlagmannschaft zu beginnen. Als Spielerin des Spiels wurde Eyman Fatima ausgezeichnet.

### Gruppe C
Tabelle
| Gruppe A    | Sp. | S | N | NR | P | NRR    |
| ----------- | --- | - | - | -- | - | ------ |
| Neuseeland  | 3   | 3 | 0 | 0  | 6 | +5.865 |
| West Indies | 3   | 2 | 1 | 0  | 4 | +0.044 |
| Irland      | 3   | 1 | 2 | 0  | 2 | –0.755 |
| Indonesien  | 3   | 0 | 3 | 0  | 0 | –3.596 |

Spiele
| 15. Januar Scorecard | Potchefstroom (APO) | West Indies 125-3 (20)         | – | Irland 118-7 (20) |
|                      |                     | West Indies gewinnt mit 7 Runs |   |                   |

Irland gewann den Münzwurf und entschied sich als Feldmannschaft zu beginnen. Als Spielerin des Spiels wurde Zaida James ausgezeichnet.
| 15. Januar Scorecard | Potchefstroom (APO) | Indonesien 74-7 (20)              | – | Neuseeland 77-0 (9.3) |
|                      |                     | Neuseeland gewinnt mit 10 Wickets |   |                       |

Indonesien gewann den Münzwurf und entschied sich als Schlagmannschaft zu beginnen. Als Spielerin des Spiels wurde Anna Browning ausgezeichnet.
| 17. Januar Scorecard | Potchefstroom (SP) | Irland 74 (18.1)                 | – | Neuseeland 75-1 (6.5) |
|                      |                    | Neuseeland gewinnt mit 9 Wickets |   |                       |

Irland gewann den Münzwurf und entschied sich als Schlagmannschaft zu beginnen. Als Spielerin des Spiels wurde Natasha Codyre ausgezeichnet.
| 17. Januar Scorecard | Potchefstroom (APO) | West Indies 177-3 (20)          | – | Indonesien 99-9 (20) |
|                      |                     | West Indies gewinnt mit 77 Runs |   |                      |

Die West Indies gewannen den Münzwurf und entschieden sich als Feldmannschaft zu beginnen. Als Spielerin des Spiels wurde Zaida James ausgezeichnet.
| 19. Januar Scorecard | Potchefstroom (SP) | Irland 156-5 (20)          | – | Indonesien 107-8 (20) |
|                      |                    | Irland gewinnt mit 49 Runs |   |                       |

Irland gewann den Münzwurf und entschied sich als Schlagmannschaft zu beginnen. Als Spielerin des Spiels wurde Georgina Dempsey ausgezeichnet.
| 19. Januar Scorecard | Potchefstroom (SP) | West Indies 68 (19.2)             | – | Neuseeland 72-0 (7.2) |
|                      |                    | Neuseeland gewinnt mit 10 Wickets |   |                       |

Neuseeland gewann den Münzwurf und entschied sich als Feldmannschaft zu beginnen. Als Spielerin des Spiels wurde Kate Chandler ausgezeichnet.

### Gruppe D
Tabelle
| Gruppe A           | Sp. | S | N | NR | P | NRR    |
| ------------------ | --- | - | - | -- | - | ------ |
| Indien             | 3   | 3 | 0 | 0  | 6 | +4.039 |
| Südafrika          | 3   | 2 | 1 | 0  | 4 | +1.102 |
| Ver. Arab. Emirate | 3   | 1 | 2 | 0  | 2 | –2.480 |
| Schottland         | 3   | 0 | 3 | 0  | 0 | –2.525 |

Spiele
| 14. Januar Scorecard | Benoni | Schottland 99-9 (20)                     | – | Ver. Arab. Emirate 100-4 (16.2) |
|                      |        | Ver. Arab. Emirate gewinnt mit 6 Wickets |   |                                 |

Die Vereinigten Arabischen Emirate gewannen den Münzwurf und entschied sich als Feldmannschaft zu beginnen. Als Spielerin des Spiels wurde Samaira Dharnidharka ausgezeichnet.
| 14. Januar Scorecard | Benoni | Südafrika 166-5 (20)         | – | Indien 170-3 (16.3) |
|                      |        | Indien gewinnt mit 7 Wickets |   |                     |

Südafrika gewann den Münzwurf und entschied sich als Schlagmannschaft zu beginnen. Als Spielerin des Spiels wurde Shweta Sehrawat ausgezeichnet.
| 16. Januar Scorecard | Benoni | Indien 219-3 (20)           | – | Ver. Arab. Emirate 97-5 (20) |
|                      |        | Indien gewinnt mit 122 Runs |   |                              |

Die Vereinigten Arabischen Emirate gewannen den Münzwurf und entschieden sich als Feldmannschaft zu beginnen. Als Spielerin des Spiels wurde Shafali Verma ausgezeichnet.
| 16. Januar Scorecard | Benoni | Südafrika 112-7 (20)          | – | Schottland 68 (17) |
|                      |        | Südafrika gewinnt mit 44 Runs |   |                    |

Schottland gewann den Münzwurf und entschied sich als Feldmannschaft zu beginnen. Als Spielerin des Spiels wurde Kayla Reyneke ausgezeichnet.
| 18. Januar Scorecard | Benoni | Südafrika 112-7 (20)          | – | Ver. Arab. Emirate 67 (17) |
|                      |        | Südafrika gewinnt mit 45 Runs |   |                            |

Die Vereinigten Arabischen Emirate gewannen den Münzwurf und entschieden sich als Feldmannschaft zu beginnen. Als Spielerin des Spiels wurde Miane Smit ausgezeichnet.
| 18. Januar Scorecard | Benoni | Indien 149-4 (20)          | – | Schottland 66 (13.1) |
|                      |        | Indien gewinnt mit 83 Runs |   |                      |

Indien gewann den Münzwurf und entschied sich als Feldmannschaft zu beginnen. Als Spielerin des Spiels wurde Mannat Kashyap ausgezeichnet.

### Playoff um Platz 13 bis 16
| 20. Januar Scorecard | Benoni | Vereinigte Staaten 147-7 (20)    | – | Schottland 148-5 (19.4) |
|                      |        | Schottland gewinnt mit 5 Wickets |   |                         |

Die Vereinigten Staaten gewannen den Münzwurf und entschieden sich als Schlagmannschaft zu beginnen. Als Spielerin des Spiels wurde Katherine Fraser ausgezeichnet.
| 20. Januar Scorecard | Benoni | Simbabwe 86-8 (20)               | – | Indonesien 87-7 (18) |
|                      |        | Indonesien gewinnt mit 3 Wickets |   |                      |

Simbabwe gewann den Münzwurf und entschied sich als Schlagmannschaft zu beginnen. Als Spielerin des Spiels wurde Ni Luh Dewi ausgezeichnet.

## Super-6-Runde

### Gruppe 1
Tabelle
| Gruppe 2           | Sp. | S | N | NR | P | NRR    |
| ------------------ | --- | - | - | -- | - | ------ |
| Indien             | 4   | 3 | 1 | 0  | 6 | +2.844 |
| Australien         | 4   | 3 | 1 | 0  | 6 | +2.210 |
| Bangladesch        | 4   | 3 | 1 | 0  | 6 | +1.211 |
| Südafrika          | 4   | 3 | 1 | 0  | 6 | +0.387 |
| Sri Lanka          | 4   | 0 | 4 | 0  | 0 | –2.178 |
| Ver. Arab. Emirate | 4   | 0 | 4 | 0  | 0 | –3.724 |

Spiele
| 21. Januar Scorecard | Potchefstroom (SP) | Bangladesch 105-6 (20)          | – | Südafrika 108-5 (18.5) |
|                      |                    | Südafrika gewinnt mit 5 Wickets |   |                        |

Bangladesch gewann den Münzwurf und entschied sich als Schlagmannschaft zu beginnen. Als Spielerin des Spiels wurde Kayla Reyneke ausgezeichnet.
| 21. Januar Scorecard | Potchefstroom (APO) | Indien 87 (18.5)                 | – | Australien 88-3 (13.5) |
|                      |                     | Australien gewinnt mit 7 Wickets |   |                        |

Australien gewann den Münzwurf und entschied sich als Feldmannschaft zu beginnen. Als Spielerin des Spiels wurde Milly Illingworth ausgezeichnet.
| 22. Januar Scorecard | Potchefstroom (SP) | Sri Lanka 59-9 (20)          | – | Indien 60-3 (7.2) |
|                      |                    | Indien gewinnt mit 7 Wickets |   |                   |

Indien gewann den Münzwurf und entschied sich als Feldmannschaft zu beginnen. Als Spielerin des Spiels wurde Parshavi Chopra ausgezeichnet.
| 23. Januar Scorecard | Potchefstroom (SP) | Ver. Arab. Emirate 107-8 (20)    | – | Australien 109-4 (15.1) |
|                      |                    | Australien gewinnt mit 6 Wickets |   |                         |

Australien gewann den Münzwurf und entschied sich als Feldmannschaft zu beginnen. Als Spielerin des Spiels wurde Kate Pelle ausgezeichnet.
| 24. Januar Scorecard | Potchefstroom (APO) | Südafrika 134-7 (20)        | – | Sri Lanka 133-8 (20) |
|                      |                     | Südafrika gewinnt mit 1 Run |   |                      |

Südafrika gewann den Münzwurf und entschied sich als Schlagmannschaft zu beginnen. Als Spielerin des Spiels wurde Kayla Reyneke ausgezeichnet.
| 25. Januar Scorecard | Potchefstroom (APO) | Ver. Arab. Emirate 69-9 (20)      | – | Bangladesch 73-5 (9.1) |
|                      |                     | Bangladesch gewinnt mit 5 Wickets |   |                        |

Die Vereinigten Arabischen Emirate gewannen den Münzwurf und entschieden sich als Schlagmannschaft zu beginnen. Als Spielerin des Spiels wurde Shorna Akter ausgezeichnet.

### Gruppe 2
Tabelle
| Gruppe 2    | Sp. | S | N | NR | P | NRR    |
| ----------- | --- | - | - | -- | - | ------ |
| England     | 4   | 4 | 0 | 0  | 8 | +5.088 |
| Neuseeland  | 4   | 4 | 0 | 0  | 8 | +4.524 |
| Pakistan    | 4   | 2 | 2 | 0  | 4 | –1.563 |
| Ruanda      | 4   | 1 | 3 | 0  | 2 | –2.169 |
| West Indies | 4   | 1 | 3 | 0  | 2 | –2.363 |
| Irland      | 4   | 0 | 4 | 0  | 0 | –3.258 |

Spiele
| 21. Januar Scorecard | Potchefstroom (SP) | Ruanda 96-7 (20)                 | – | Neuseeland 99-6 (16.1) |
|                      |                    | Neuseeland gewinnt mit 4 Wickets |   |                        |

Ruanda gewann den Münzwurf und entschied sich als Schlagmannschaft zu beginnen. Als Spielerin des Spiels wurde Emma McLeod ausgezeichnet.
| 21. Januar Scorecard | Potchefstroom (APO) | England 207-2 (20)           | – | Irland 86 (16.5) |
|                      |                     | England gewinnt mit 121 Runs |   |                  |

England gewann den Münzwurf und entschied sich als Schlagmannschaft zu beginnen. Als Spielerin des Spiels wurde Grace Scrivens ausgezeichnet.
| 22. Januar Scorecard | Potchefstroom (APO) | West Indies 70 (16.3)        | – | Ruanda 71-6 (18.2) |
|                      |                     | Ruanda gewinnt mit 4 Wickets |   |                    |

Die West Indies gewannen den Münzwurf und entschieden sich als Schlagmannschaft zu beginnen. Als Spielerin des Spiels wurde Gisele Ishimwe ausgezeichnet.
| 23. Januar Scorecard | Potchefstroom (APO) | Irland 113-7 (20)              | – | Pakistan 117-3 (17.3) |
|                      |                     | Pakistan gewinnt mit 7 Wickets |   |                       |

Irland gewann den Münzwurf und entschied sich als Schlagmannschaft zu beginnen. Als Spielerin des Spiels wurde Anosha Nasir ausgezeichnet.
| 24. Januar Scorecard | Potchefstroom (SP) | Neuseeland 178-7 (20)           | – | Pakistan 75-7 (20) |
|                      |                    | Neuseeland gewinnt mit 103 Runs |   |                    |

Pakistan gewann den Münzwurf und entschied sich als Feldmannschaft zu beginnen. Als Spielerin des Spiels wurde Georgia Plimmer ausgezeichnet.
| 25. Januar Scorecard | Potchefstroom (SP) | England 179-4 (20)          | – | West Indies 84-4 (20) |
|                      |                    | England gewinnt mit 95 Runs |   |                       |

England gewann den Münzwurf und entschied sich als Schlagmannschaft zu beginnen. Als Spielerin des Spiels wurde Ellie Anderson ausgezeichnet.

### Halbfinale
| 27. Januar Scorecard | Potchefstroom (SP) | Neuseeland 107-9 (20)        | – | Indien 110-2 (14.2) |
|                      |                    | Indien gewinnt mit 8 Wickets |   |                     |

Indien gewann den Münzwurf und entschied sich als Feldmannschaft zu beginnen. Als Spielerin des Spiels wurde Parshavi Chopra ausgezeichnet.
| 27. Januar Scorecard | Potchefstroom (SP) | England 99 (19.5)          | – | Australien 96 (18.4) |
|                      |                    | England gewinnt mit 3 Runs |   |                      |

England gewann den Münzwurf und entschied sich als Schlagmannschaft zu beginnen. Als Spielerin des Spiels wurde Hannah Baker ausgezeichnet.

### Finale
| 29. Januar Scorecard | Potchefstroom (SP) | England 68 (17.1)            | – | Indien 69-3 (14) |
|                      |                    | Indien gewinnt mit 7 Wickets |   |                  |

Indien gewann den Münzwurf und entschied sich als Feldmannschaft zu beginnen. Als Spielerin des Spiels wurde Titas Sadhu ausgezeichnet.

## Abschlussrangliste
| Pl. | Team               |
| --- | ------------------ |
| 1   | Indien             |
| 2   | England            |
| 3   | Australien         |
| 3   | Neuseeland         |
| 5   | Bangladesch        |
| 5   | Pakistan           |
| 7   | Ruanda             |
| 7   | Südafrika          |
| 9   | Sri Lanka          |
| 9   | West Indies        |
| 11  | Irland             |
| 11  | Ver. Arab. Emirate |
| 13  | Schottland         |
| 13  | Indonesien         |
| 15  | Vereinigte Staaten |
| 15  | Simbabwe           |